# アラン・カプロー
アラン・カプロー（Allan Kaprow、1927年8月23日 - 2006年4月5日）は、アメリカ合衆国の芸術家。カリフォルニア大学サンディエゴ校教授。
1950年代から1960年代にかけ、ギャラリーや市街地で、観客や一般人を不意に巻き込む身体パフォーマンスやゲリラ的作品展示「ハプニング」を仕掛け、その創始者及び命名者となった。同時に、ハプニングと「環境芸術」の発展と理論化に貢献し、フルクサスなど後に続くパフォーマンスアートの芸術運動に大きな影響を与えた。また、日本の芸術集団、具体美術協会による初期のパフォーマンスを、彼の活動に先立つ「ハプニングの先駆例」として大きく評価している。彼の200以上に及ぶハプニングの数々は年々進化し、近年のよりユーモラスで日常生活とほぼ見分けが付かないほどの形式に至っている。

## 来歴
ニュージャージー州生まれ。コロンビア大学でメイヤー・シャピロから美術史を学び、その後ジョン・ケージのもとで作曲を学んだ。特にケージの「チャンス・オペレーション」など偶然性を利用した作曲理論や、彼がブラック・マウンテン・カレッジで実践していた音楽、美術、ダンスなどを合わせた即興的な総合芸術が彼に与えた影響は大きかった。1959年10月、ニューヨーク・ルーベン画廊で行った展覧会『6つのパートからなる18のハプニングス』（18 Happenings in 6 Parts）ではじめてパフォーマンスを行ったが、これがハプニングという表現方法と「ハプニング」という用語の登場の起源とされる。後に彼はジム・ダインやクレス・オルデンバーグ、ジョージ・シーガルらとハプニングを各所で仕掛けることとなる。

## 作品、思想
カプローの活動の目的は「生活と芸術の統合」であり、日常性や即興性、演劇性を取り入れた表現活動の模索であった。彼は一般人や観客を巻き込み、街中に突如大量のゴミや異物を出現させる「ハプニング」を通して、芸術と日常生活の分離状態を破り、芸術家と観客の間の境界線や、演じる者と見る者の間の区別をあいまいにしてしまうことを狙った。またハプニングを続けるうちに、演者と観客の関係のみならず、演者の身体を取り巻く場所や空間などの「環境」、街に置く物体や演者がハプニングにおいて使う道具である「装置」を意識し始めたことで、環境芸術やインスタレーションの先駆者ともなり、後のパフォーマンスアートのあり方に影響を及ぼしている。
彼はエッセイ『芸術になれない芸術』の中で提唱した「un-art」（非＝芸術）のアイデアでも知られる。